# Nordwind Airlines
Nordwind Airlines  — російська авіакомпанія, утворена в 2008 році. Поряд з Pegas Fly є дочірньою авіакомпанією туроператора «Пегас Туристік». Базується в Міжнародному аеропорту Шереметьєво імені А. С. Пушкіна.
Nordwind Airlines є лідуючим авіаперевізником на російському  ринку.
Компанія Nordwind Airlines починала свою операційну діяльність в 2008 році. Її флот налічував три літаки, на яких виконувалися польоти за шістьма напрямками. До 2009 року флот налічував сім літаків, що дозволило відкрити декілька нових напрямків.
У 2012 році авіакомпанія поповнила свій парк ще вісімнадцятьма повітряними суднами.
З 2016 року, крім чартерних польотів, авіакомпанія виконує регулярні вантажопасажирські перевезення в міста Російської Федерації і ближнього зарубіжжя.
C 25 березня 2019 року Росавіація внесла зміни в діяльність авіакомпанії — Nordwind заборонили здійснювати польоти на відстань, яка перевищує годину польоту від резервних аеродромів. Ця міра була пов'язана з недостатньою технічною підготовкою пілотів і відсутністю необхідної кількості співробітників в компанії.

## Флот

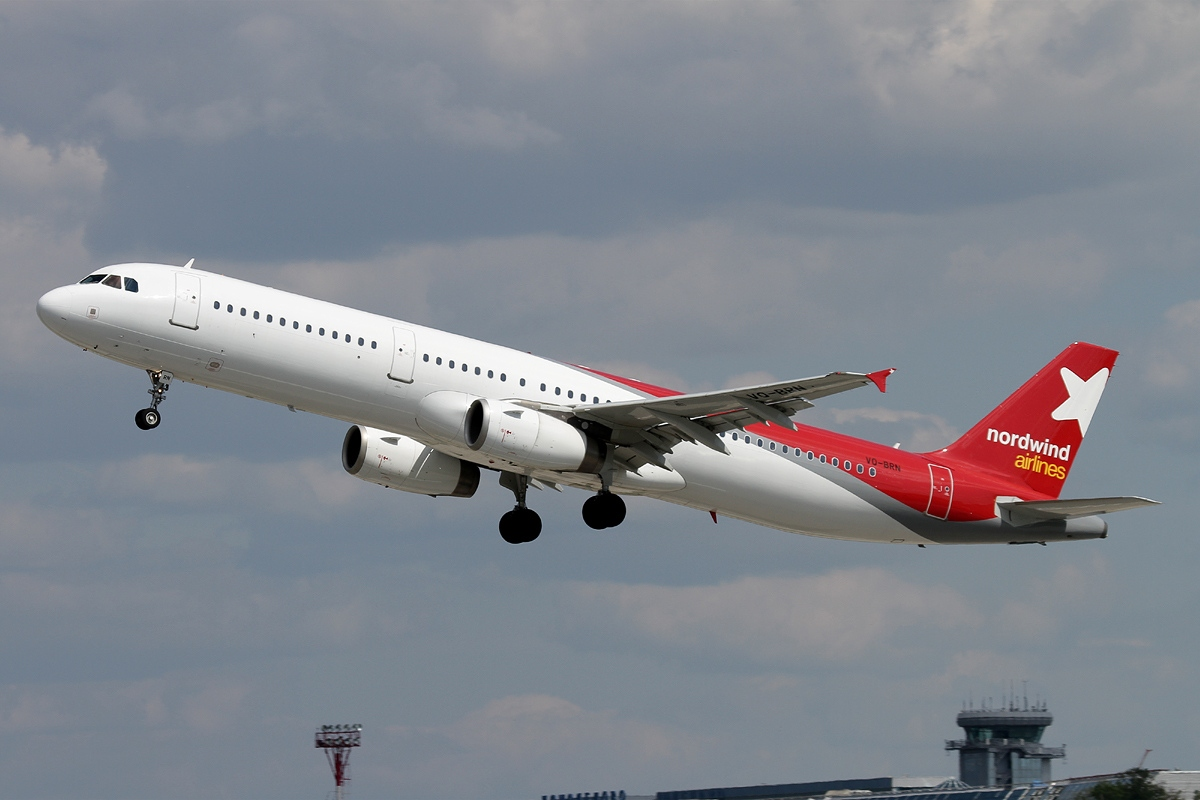
Airbus A321-200 Nordwind Ailrines під час вильоту

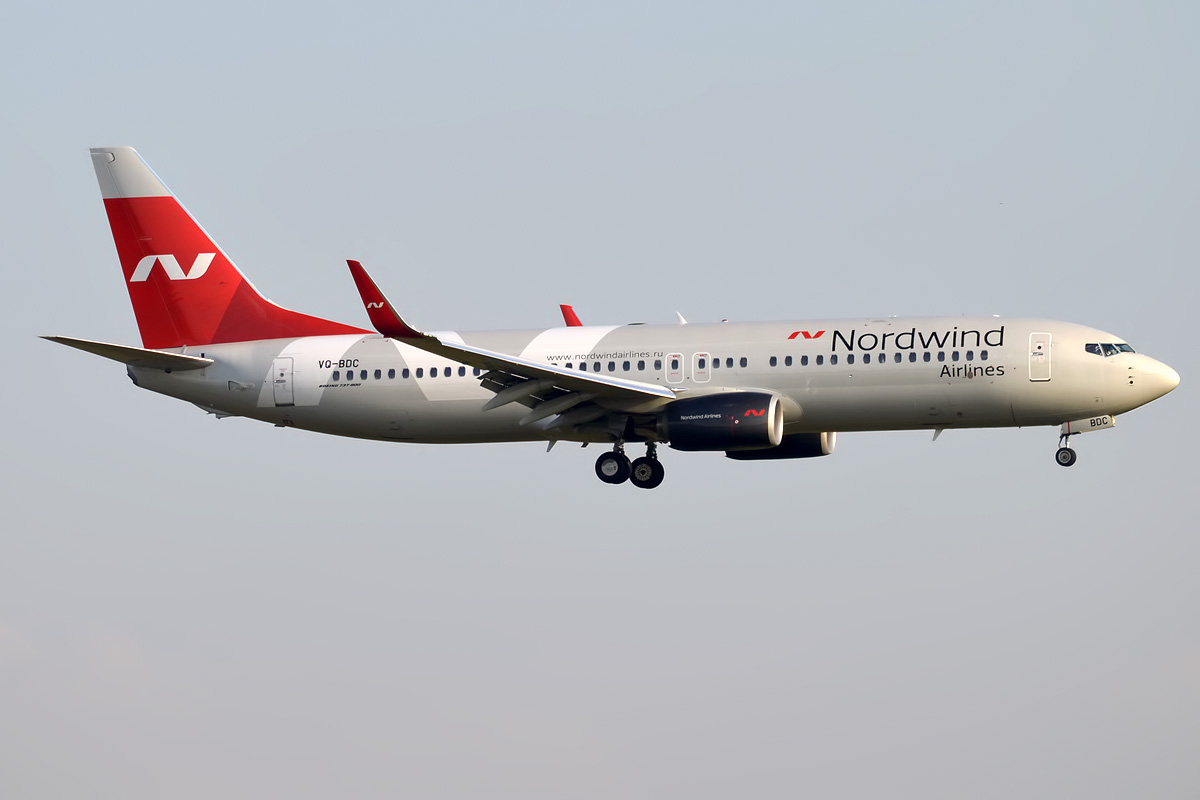
Boeing 737-800 Nordwind Ailrines заходить на посадку

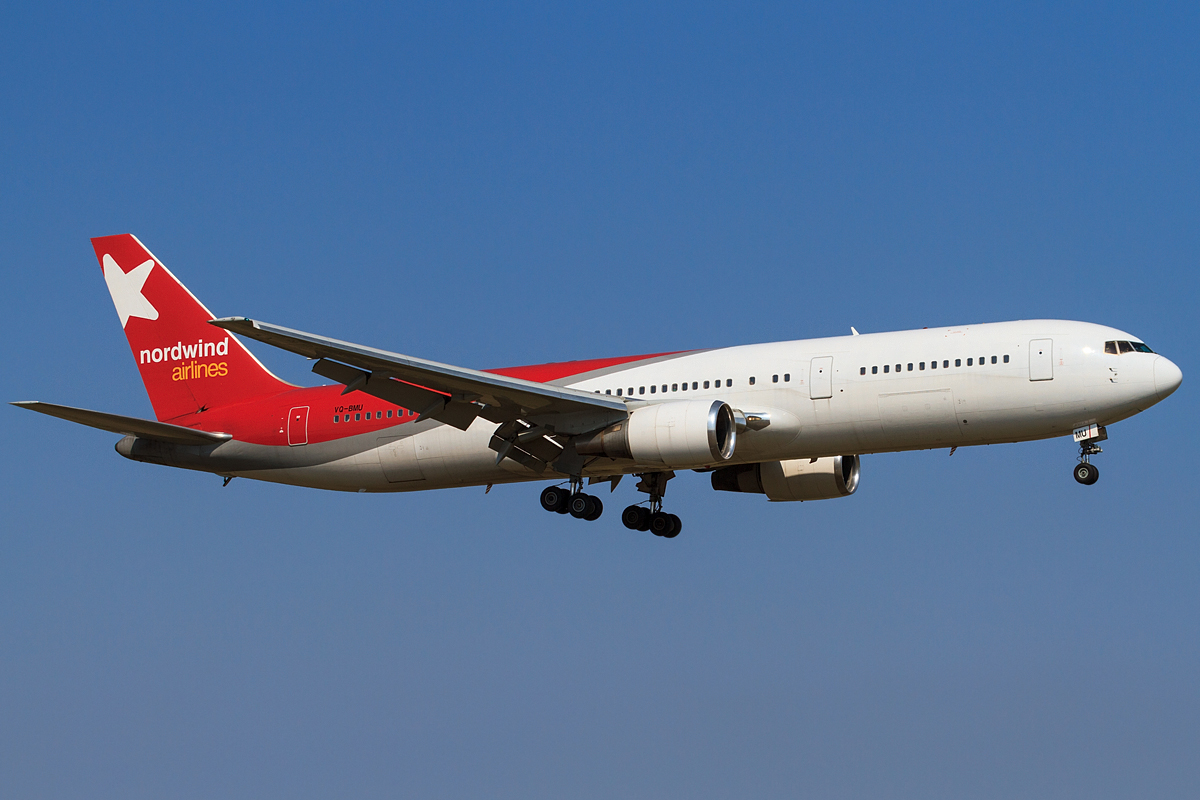
Boeing 767-300ER Nordwind Ailrines заходить на посадку

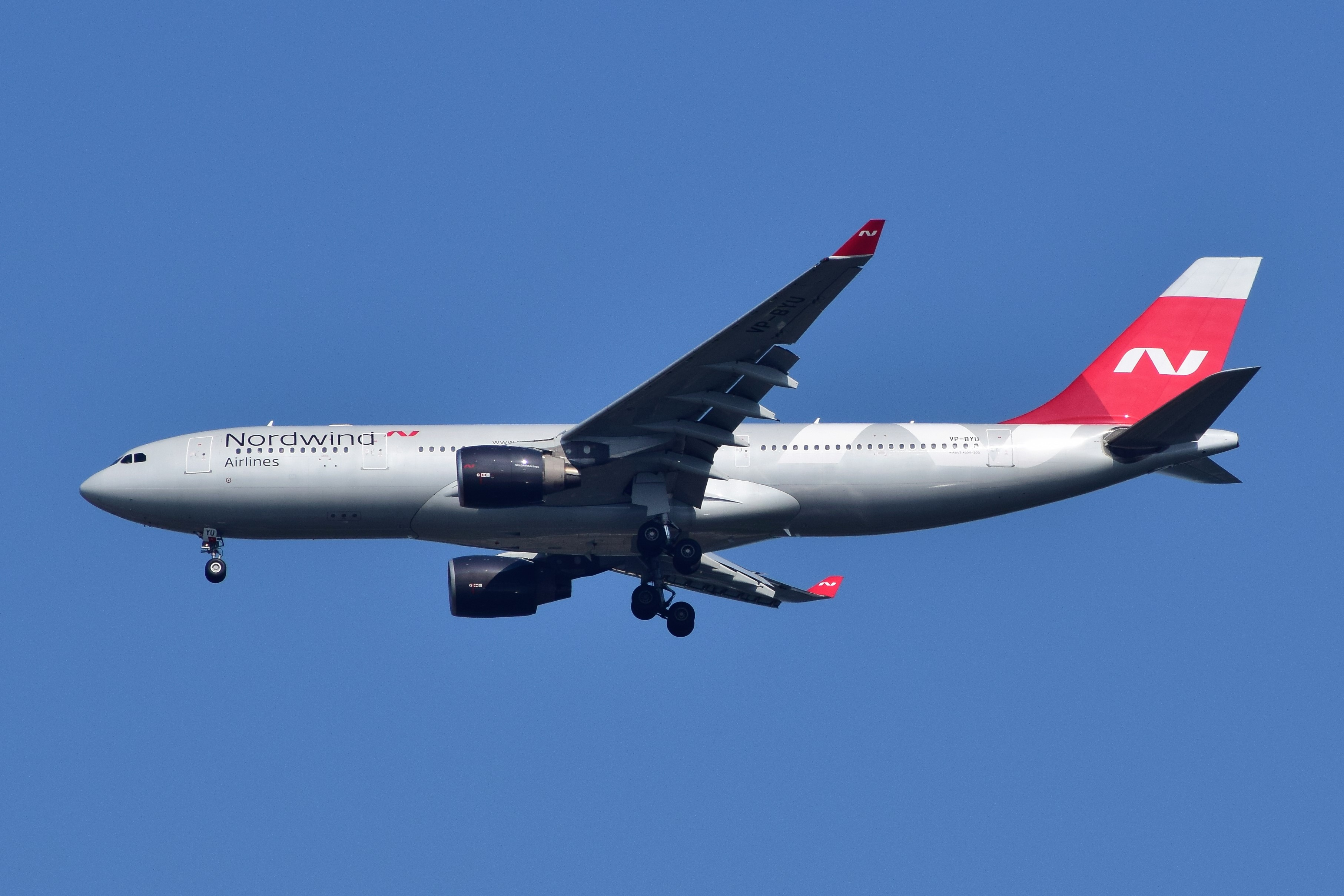
Airbus A330-200 заходить на посадку в Шереметьево